# Luis Agote

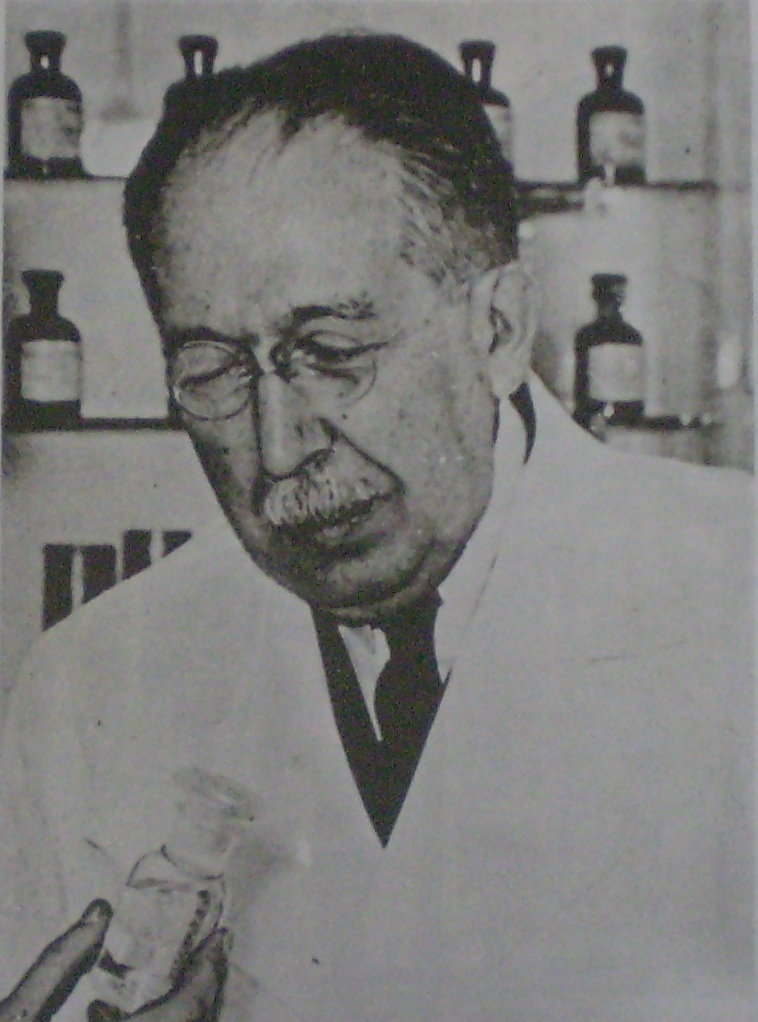
Luis Agote

Luis Agote (* 22. September 1868 in Buenos Aires, Argentinien; † 12. November 1954 ebenda) war ein argentinischer Internist und Hämatologe.

## Leben

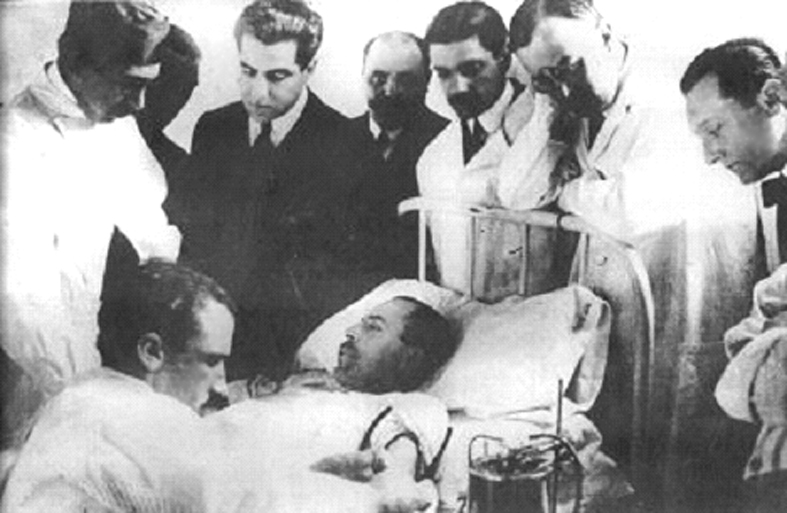
Luis Agote verbesserte Bluttransfusionen 1914 durch Zusatz von Natriumcitrat als Gerinnungshemmer

Agote war Sohn eines Politikers. Er studierte am Colegio Nacional de Buenos Aires und anschließend an der Universität von Buenos Aires mit anschließender Promotion 1893 mit einer Arbeit über suppurative Hepatitis. Ein Jahr später wurde er Sekretär an der nationalen Hygienebehörde und wurde 1895 Leiter eines Lepra-Krankenhauses auf der Insel Martin Garcia. Im Jahr 1905 bekam er eine Professur für Innere Medizin und gründete 1911 das „Modellinstitut für klinische Medizin“ („Instituto Modelo de Clínica Médica“). Der Schwerpunkt seiner Forschung galt der Hämatologie. Am 9. November 1914 führte er in Buenos Aires die weltweit erste erfolgreiche Übertragung von Citratblut am Menschen durch. Im gleichen Jahr hatte zuvor am 27. März Albert Hustin die blutgerinnungshemmenden Eigenschaften des Natriumcitrats beobachtet. Die Citrate binden Calciumionen im Blut, die für die Blutgerinnung notwendig sind. Natriumcitrat wird heute immer noch zur Hemmung der Blutgerinnung bei Citratblut eingesetzt. Im Jahr 1910 wurde er Abgeordneter und 1916 Senator von Argentinien.

## Publikationen (Auswahl)
- Luis Agote: La peste bubonique dans la république Argentine et au Paraguay. Epidémies de 1899–1900: Rapport présenté au Département National d’Hygiène. Buenos Aires 1901.
- Luis Agote: Nuevo método gráfico para fijar la herencia. Buenos Aires 1911.
- Luis Agote: ¿Ilusión o realidad? Buenos Aires 1915.